# Hidantoína
La hidantoína, o glicolilurea, es un compuesto orgánico heterocíclico que posee la fórmula CH
2C(O)NHC(O)NH. Se trata de un sólido incoloro que se obtiene de la reacción del ácido glicólico con urea. Puede ser considerado un derivado oxidado de la imidazolidina.
En un sentido más general, el término hidantoínas puede referir a un grupo funcional o a una clase de compuestos que poseen la misma estructura en anillo que la hidantoína. Por ejemplo la fenitoína (que se menciona más abajo) posee dos grupos fenilo como sustituyentes enlazados al carbono 5 de una molécula de hidantoína.

## Síntesis
La hidantoína fue aislada por primera vez en 1861 por Adolf von Baeyer en el curso de sus estudios sobre el ácido úrico. La obtuvo por la hidrogenación de la alantoína, de allí el nombre.
Urech, en 1873, sintetizó 5-metilhidantoína a partir de sulfato de alanina y cianato de potasio en lo que ahora se conoce como síntesis de hidantoína Urech El método es muy similar a la ruta de síntesis moderna que hace uso de alquil y arilcianatos. El compuesto 5,5-dimetil también puede ser obtenido a partir de cianohidrina de acetona y carbonato de amonio (método también descubierto por Urech: véase reacción de la cianohidrina). Este tipo de reacción es llamada reacción de Bucherer-Bergs.
De acuerdo a la Enciclopedia Britannica de 1911, la hidantoína también puede ser obtenida ya sea calentando hidantoína con ácido hidroyódico o por "calentar bromoacetilurea con amoníaco alcohólico". La estructura cíclica de las hidantoínas fue confirmada por Dorothy Hahn en 1913.
Dentro de los métodos de importancia práctica, las hidantoínas suelen ser obtenidas por la condensación de una cianohidrina con carbonato de amonio. Otras rutas prácticas hacen uso de la condensación de aminoácidos con isocianatos:

## Usos y ocurrencias

### Farmacéuticos
El grupo hidantoína puede ser encontrado en varios compuestos de importancia médica. En usos farmacéuticos, las hidantoínas, mayormente se refieren a anticonvulsivantes; tanto la fenitoína como la fosfenitoína contienen el motivo hidantoina, y ambas son utilizadas en el tratamiento de desórdenes convulsivos. El derivado de hidantoína llamado dantroleno se suele utilizar como relajante muscular en el tratamiento de la hipertermia maligna, el síndrome neuroléptico maligno, espasticidad y en la intoxicación por éxtasis.

### Pesticidas
El derivado de la hidantoína llamado Imiprotrina es un insecticida piretroide. La Iprodiona es un popular fungicida que contiene el grupo hidantoína.

### Síntesis de aminoácidos
La hidrólisis de hidantoínas produce aminoácidos:
La propia hidantoína reacciona con ácido clorhídrico diluido y caliente, para producir glicina. La metionina se produce industrialmente a partir de una hidantoína obtenida a partir de metional.

### Halogenación
Algunos derivados N-halogenados de las hidantoínas se utilizan como agentes clorantes o bromantes en la fabricación de productos desinfectantes, germicidas o biocidas. Los tres principales derivados N-halogenados son la diclorodimetilhidantoína (DCDMH), bromoclorodimetilhidantoína (BCDMH), y dibromodimetilhdantoína (DBDMH).

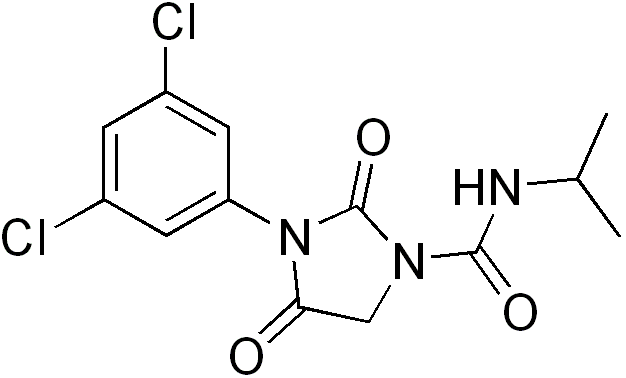
La Iprodiona es un popular fungicida que contiene el grupo hidantoína.

### Oxidación del ADN hacia hidantoínas luego de la muerte celular
Una alta proporción de las bases citosina y timina presentes en el ADN se oxidan a hidantoínas luego de transcurrido un tiempo de la muerte de un organismo. Estas modificaciones bloquean a las ADN polimerasas impidiendo que funcionen las reacciones de PCR. Este tipo de daño es un problema cuando se trata con muestras antiguas de ADN.